# Jílové
Jílové (en allemand : Eulau) est une ville du district de Děčín, dans la région d'Ústí nad Labem, en Tchéquie. Sa population s'élevait à 5 110 habitants en 2021.

## Géographie
Jílové est arrosée par le Jílovský potok, un affluent gauche de l'Elbe, et se trouve au pied de l'Elbsandsteingebirge, dont le sommet, le Děčínský Sněžník (722,8 m) est sur le territoire de la commune.
La ville est située à 8 km à l'ouest de Děčín, à 12 km au nord-nord-est d'Ústí nad Labem et à 88 km au nord de Prague.
La commune est limitée par l'Allemagne au nord, par Děčín à l'est, par Malšovice au sud, par Libouchec et Tisá à l'ouest.

## Administration
La commune se compose de six quartiers :
- Jílové
- Kamenec
- Kamenná
- Martiněves
- Modrá
- Sněžník

## Histoire
La première mention écrite du village de Eulow date de 1348.

## Transports
Par la route, Jílové se trouve à 11 km de Děčín, à 18 km d'Ústí nad Labem et à 106 km de Prague.